# Tyrissa perstrigata
Tyrissa perstrigata là một loài bướm đêm trong họ Erebidae.